# Lisa Bruce
Lisa Bruce (Monterey) é um produtora estadunidense. Foi indicada ao Oscar de melhor filme na edição de 2018 pela realização da obra Darkest Hour e na edição de 2015 por The Theory of Everything.

## Prêmios e indicações
- Pendente: Oscar de melhor filme — Darkest Hour (2017)
- Indicada: Oscar de melhor filme — The Theory of Everything (2014)